# Línea 34 (Córdoba)
La Línea 34 es una línea de transporte urbano de pasajeros de la ciudad de Córdoba, Argentina. El servicio está actualmente operado por la empresa Coniferal. En Córdoba Argentina
Anteriormente el servicio de la línea 34 era denominada como R4 desde 2002 por T.A.M.S.E. hasta que en septiembre de 2013 Tamse deja de operar el corredor Rojo y pasan a manos de ERSA Urbano, hasta que el 1 de marzo de 2014, por la implementación del nuevo sistema de transporte público, la R4 se fusiona como 34 operada por la misma empresa hasta el 30 de septiembre de 2021, la Municipalidad le quita a Ersa los corredores 3 y 8 y pasan a TAMSE y Coniferal donde actualmente operan.

## Recorrido
Servicio diurno.
- Ida: Publica F- Publica 8 - Publica B - Publica 11 - Calle de Ingreso y egreso del barrio - Armada Argentina a la derecha - 1º retorno - Armada Argentina - Piamonte – Cacheuta – Barda Del Medio – Hipolito Cejas – Gondola de Venecia – Acapulco – Punta Del Este Bermudas – Viña Del Mar – Cocca - Av. Vélez Sarsfield  – Rotonda Las Flores – Av. Vélez Sarsfield -Av. Ambrosio Olmos – Plaza España – Bv.  Chacabuco hasta Bv. Illia

- Regreso: De Chacabuco y Bv. Illia (Comienza vta redonda) - Chacabuco - Maipú - Sarmiento - H. Primo - Tucumán - Tablada - Av. Gral. Paz – Av. Vélez Sarsfield - hasta P. Olmos (fin vta. redonda) - Av. Hipólito Yrigoyen – Plaza España – Av. Ambrosio Olmos –  Av. Vélez Sarsfield – Rotonda Las Flores– Av. Vélez Sarsfield – Pastor Taboada – Viña del Mar – Bermudas – Punta del Este – Acapulco – Gondola de Venecia – Hipolito Cejas – Barda del Medio – Cacheuta – Piamonte – Av. Armada Argentina hasta Ingreso Bº Universitario de Horizonte - Publica 8 - Publica F- hasta esquina Publica 4.[1]